# Sicalis raimondii
Sicalis raimondii е вид птица от семейство Тангарови (Thraupidae).

## Разпространение
Видът е разпространен в Перу.